# 藤单竹
藤单竹（学名：[Bambusa hainanensis] 错误：{{Lang}}：文本有斜体标记（帮助））为禾本科簕竹属下的一个种。其种加词“hainanensis”意为“海南的”。